# 林场公司
林场公司是中华人民共和国黑龙江省绥化市海伦市下辖的一个类似乡级单位。
海伦市共有6个国有林场，分别是护林林场、双录林场、陈家店林场、双河林场、通肯河林场、井家店林场。其中，护林林场位于海伦市东北部，距离市区20公里，经营总面积2938.8公顷，其中林地面积1455.5公顷，47名职工，居民102户。

## 行政区划
下辖以下地区：
陈家店林场生活区、景家店林场生活区、通肯河林场生活区、双河林场生活区、双录林场生活区和护林林场生活区。